# Евраев, Михаил Яковлевич
Михаил Яковлевич Евраев (род. 21 апреля 1971, Ленинград) — российский государственный и политический деятель. Губернатор Ярославской области с 19 сентября 2022 (врио 12 октября 2021 — 19 сентября 2022).
Заместитель руководителя Федеральной антимонопольной службы России (2018—2021). Действительный государственный советник Российской Федерации 2-го класса (2017).

## Биография
Родился 21 апреля 1971 года в Ленинграде. До начала учёбы в вузе работал токарем на Заводе им. М. И. Калинина, в студенческие годы в составе стройотряда принимал участие в строительстве Южно-Сибирского участка Байкало-Амурской магистрали.
В 1993 году окончил факультет «Научная организация труда» Санкт-Петербургского университета экономики и финансов, в 1999 году — Санкт-Петербургский государственный университет по специальности «юриспруденция».
В период с 1991 по 2000 годы был экспертом, руководителем финансово-юридического управления, директором по экономике и финансам в ряде организаций.
В 1999 году вступил в Общероссийскую политическую организацию «Объединение „Яблоко“», ставшую позднее партией «Яблоко». С 2001 года в Петербурге возглавлял Василеостровскую территориальную организацию. В 2002 году был избран заместителем председателя петербургского отделения партии по экономической политике, входил в экспертный совет фракции объединения в Госдуме РФ III созыва. В 2000 году участвовал в разработке программы кандидата в губернаторы Санкт-Петербурга от «Яблока» Игоря Артемьева. Был членом федерального бюро партии с 2006 по 2012 год.
В 2000—2004 годах работал в Фонде экономических и политических исследований «ЭПИЦентр», руководил направлением по разработке социально-экономических программ, участвовал в разработке и внедрении антикризисных программ в городах Артём (Приморский край), Томск (Томская область), Балтийск (Калининградская область).
С апреля 2004 года по январь 2007 года был начальником управления Федеральной антимонопольной службы (ФАС) по контролю и надзору в области недвижимости, локальных монополий и ЖКХ. С января 2007 года по октябрь 2012 года — начальник управления ФАС по контролю за размещением государственного заказа. «Коммерсантъ» называл его «одним из авторов современной системы госзакупок».
С 11 октября по 24 декабря 2012 года был заместителем министра регионального развития РФ.
С 24 декабря 2012 года по 24 июля 2018 года — заместитель министра связи и массовых коммуникаций РФ (с 15 мая 2018 года — министра цифрового развития, связи и массовых коммуникаций РФ). В должности Евраев курировал деятельность «Почты России», создание «Почта Банка», участвовал в разработке государственных информационных систем (ГИС) ЖКХ и «Независимый регистратор», занимался оптимизацией закупочной деятельности подведомственных предприятий и участвовал в разработке законодательства о переводе мобильных номеров от одного оператора к другому (MNP).
С 27 ноября 2018 года по 12 февраля 2021 года был заместителем руководителя Федеральной антимонопольной службы. В должности курировал деятельность управлений по контролю размещения государственного и оборонного заказа, а также направление государственных и муниципальных информационных систем (ГИС).
Михаил Евраев является выпускником третьего потока «школы губернаторов» — программы развития кадрового управленческого резерва Высшей школы государственного управления (ВШГУ) РАНХиГС.

## Губернатор Ярославской области
12 октября 2021 года был назначен временно исполняющим обязанности губернатора Ярославской области, сменив ушедшего в отставку в связи с переходом на новую работу Дмитрия Миронова. Одержал победу в выборах губернатора Ярославской области 9—11 сентября 2022 года. Вскоре прошла инаугурация, после которой стал губернатором Ярославской области.

## Награды
- В 2008 году награждён медалью ордена «За заслуги перед Отечеством»[15].
- В 2011 году объявлена благодарность Правительства Российской Федерации[2].

## Санкции
24 февраля 2023 года США включили Евраева в санкционный список лиц причастных к «осуществлению российских операций и агрессии в отношении Украины, а также к незаконному управлению оккупированными украинскими территориями в интересах РФ», в частности за «призыв граждан на войну в Украине». 
1 апреля 2023 года внесён в санкционный список Украины как «глава государственного органа, осуществлявший поддержку/поощрение/публичное одобрение политики РФ, направленной на проведение военных действия и геноцид гражданского населения в Украине».

## Классный чин
В 2017 году Михаилу Евраеву присвоен классный чин действительного государственного советника Российской Федерации II класса.

## Личная жизнь и хобби
Есть взрослые дочь и сын. Увлекается лыжами, боксом и шахматами.